# Хоментово (Мазовецьке воєводство)
Хоментово (пол. Chomętowo) — село в Польщі, у гміні Радзаново Плоцького повіту Мазовецького воєводства.
Населення — 207 осіб (2011).
У 1975-1998 роках село належало до Плоцького воєводства.

## Демографія
Демографічна структура станом на 31 березня 2011 року:
|          | Загалом | Допрацездатний вік | Працездатний вік | Постпрацездатний вік |
| -------- | ------- | ------------------ | ---------------- | -------------------- |
| Чоловіки | 107     | 23                 | 74               | 10                   |
| Жінки    | 100     | 22                 | 62               | 16                   |
| Разом    | 207     | 45                 | 136              | 26                   |